# Barry St. Leger
Barrimore (Barry) Matthew St. Leger (efternamnet uttalas som om det stavades /Sillinger/ på engelska), född 1733, död 23 december 1789, var en brittisk arméofficer känd för att ha lett St. Legers expedition mot Mohawk Valley under det amerikanska frihetskriget.

## Ungdom och tidiga liv

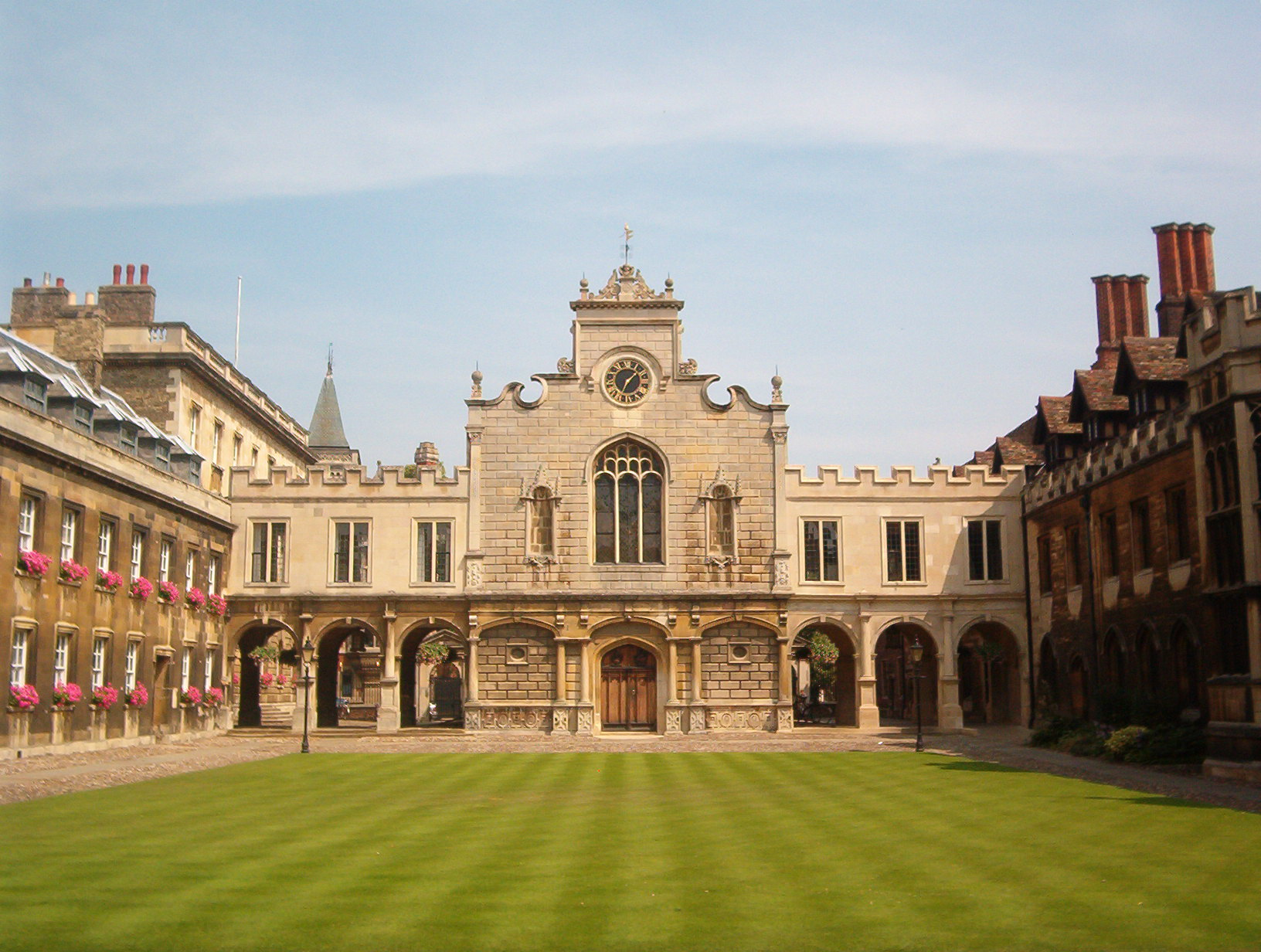
Peterhouse, St. Legers college vid Cambridge.

Barry St. Leger gick i skolan på Eton och läste vid Cambridge där han avlade eхamen och blev fellow. St. Leger inträdde i armén som fänrik 1756. Hans regemente tjänstgjorde i Brittiska Nordamerika under fransk-indianska kriget och han kom att delta i belägringen av Louisbourg 1758 och i Wolfes erövring av Quebéc 1759. St. Leger utnämndes till brigadmajor 1760 och befordrades till major två år senare.

## St. Legers expedition

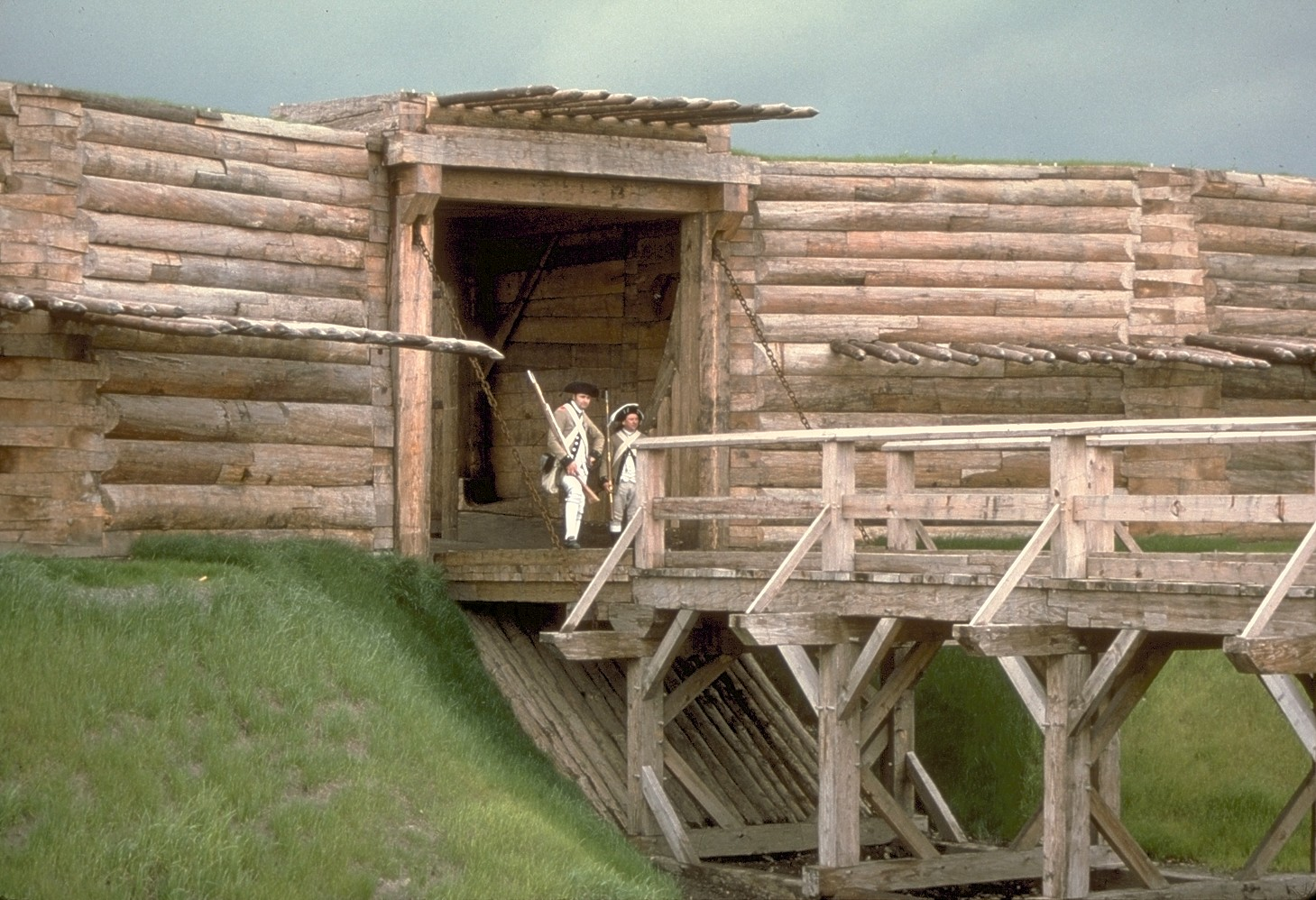
Fort Stanwix var för starkt för att kunna stormas av St. Legers trupper.

Under sommaren 1777 avancerade en brittisk armé under general John Burgoyne nedför sjöleden Lake Champlain-Lake George och vidare söderut. Syftet var att ta kontroll över en korridor i östra New York och därmed separera New England, den amerikanska revolutionens kärna, från de övriga Tretton kolonierna. Som ett led i denna större operation skulle också en mindre kår under St. Leger genomföra ett anfall mot Mohawk Valley. Det var en diversion för att förvirra fienden och om möjligt locka bort försvarare från det brittiska huvudoperationsområdet. St. Legers expedition nådde Fort Stanwix den 2 augusti 1777 och inledde omedelbart en belägring. Fortet var beläget på ett strategiskt ed vilket förband Mohawkfloden med de norrut rinnande vatten- och sjösystem vilka ledde till Lake Ontario. Den brittiska armén hade lämnat fortet 1764, men det återbesattes av kontinentalarmén i april 1777.

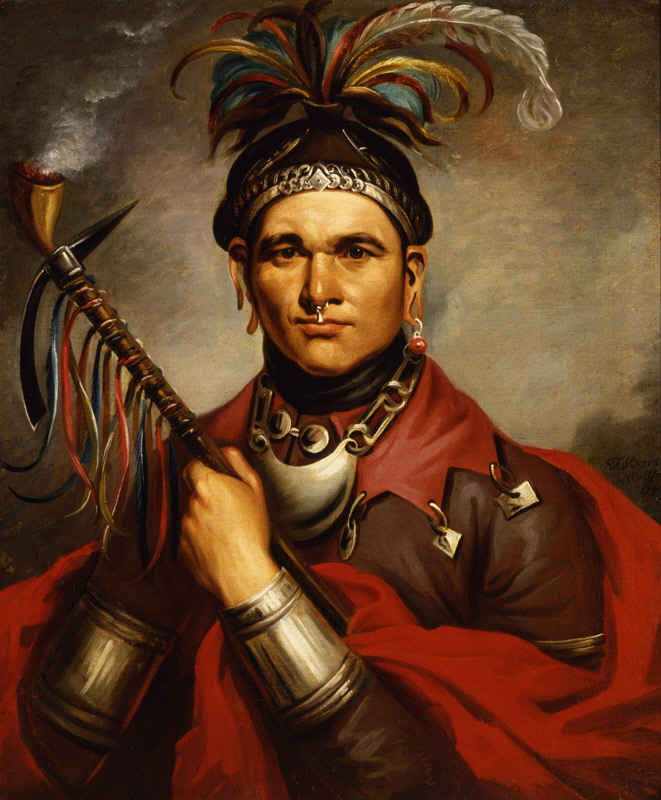
Cornplanter var en av senecas militära ledare vid Oriskany.

Den patriotiska milisen i Tryon County mobiliserades och en undsättningsexpedition avmarscherade mot Fort Stanwix. Men sir William Johnsons änka, Mary Brant, hade fått information om expeditionen och hon vidarebefordrade den till sin bror Joseph Brant, en mohawkisk militär ledare, som tillhörde St. Legers expedition. Ungefär halva styrkan från St. Legers expedition beordrades att under sir John Johnsons ledning göra ett eldöverfall på den patriotiska milisen innan den nådde fram till Fort Stanwix närhet. Resultatet blev slaget vid Oriskany den 2 augusti 1777, där milisen led ett förödande nederlag. Fortet vägrade emellertid att ge upp och när en ny undsättningsexpedition, denna gång från kontinentalarmén, under befäl av Benedict Arnold var på antågande drog sig St. Legers expedition i all hast tillbaka, uppskrämda av en krigslist som trefaldigade undsättningsexpedition styrka och placerade den mycket närmare än vad den i själva verket var.

## Kanada

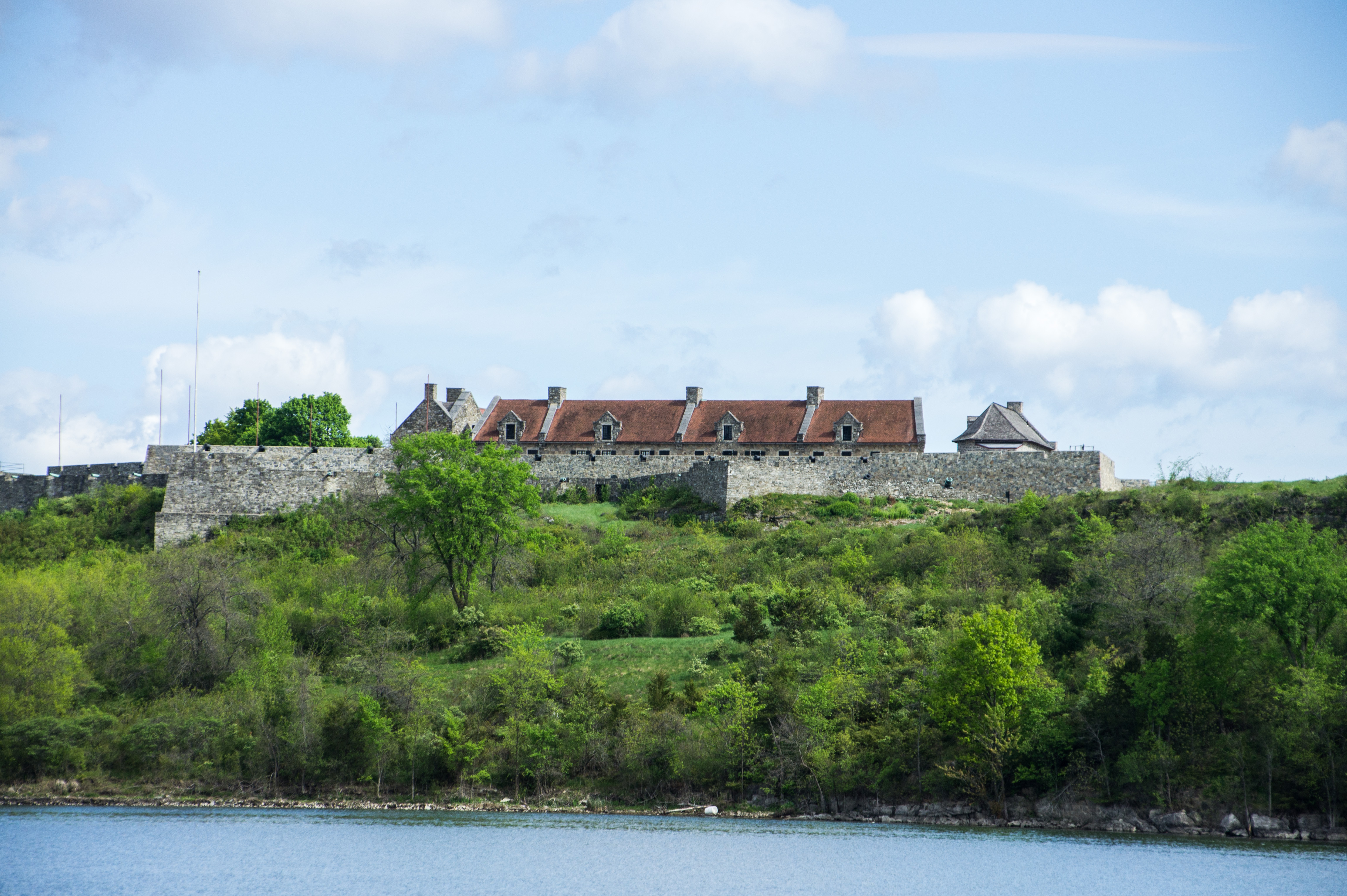
St. Legers styrkor kom inte längre än till Fort Ticonderoga när de försökte förena sig med Burgoynes armé.

När expeditionen återvänt till Kanada försökte St. Leger förena sina styrkor med Burgoynes huvudarmé och trupperna gav sig iväg uppför Richelieufloden till Champlainsjön. Där möttes de dock av beskedet, att Burgoyne genom konventionen i Saratoga lagt ned vapnen. Under resten av kriget var lokal befälhavare i Kanada och blev befordrad till överste. Efter krigets slut fortsatte hans tjänstgöring, nu som brigadgeneral. Under en kort period var han brittisk militärbefälhavare i Kanada, men hans sjukdomar tvingade honom att återvända till Storbritannien, där det inte dröjde många år innan han avled.